# Arachnodes semichalceus
Arachnodes semichalceus là một loài bọ cánh cứng trong họ Bọ hung (Scarabaeidae).